# Никольский сельсовет (Сакмарский район)
Никольский сельсовет — сельское поселение в Сакмарском районе Оренбургской области Российской Федерации.
Административный центр — село Никольское.

## История
Статус и границы сельского поселения установлены Законом Оренбургской области от 2 сентября 2004 года № 1424/211-III-ОЗ «О наделении муниципальных образований Оренбургской области статусом муниципального района, городского округа, городского поселения, установлении и изменении границ муниципальных образований».

## Население
| 2010  | 2012  | 2013  | 2014  | 2015  | 2016  | 2017  |
| ----- | ----- | ----- | ----- | ----- | ----- | ----- |
| 1727  | ↗1731 | ↘1729 | ↘1718 | ↘1671 | ↘1634 | ↘1578 |
| 2018  | 2019  | 2020  | 2021  |       |       |       |
| ↘1532 | ↘1495 | ↘1463 | ↘1441 |       |       |       |

## Состав сельского поселения
| № | Населённый пункт | Тип населённого пункта       | Население |
| - | ---------------- | ---------------------------- | --------- |
| 1 | Никольское       | село, административный центр | 1600      |
| 2 | Петропавловка    | село                         | 127       |